# ヤアアン・ローズ
ヤアアン・ローズ（Jørgen Roed、1808年1月13日 - 1888年8月8日）は、デンマークの画家である。「デンマーク黄金時代」を代表する画家のひとりである。

## 略歴
シェラン島のレングステズ (Ringsted) で、ドイツ移民の父親の下に生まれた。父親は家畜を育てる農園主で醸造所を営み、市の議員も務めた人物である。近所には、のちにローズに師事するフェアミーアン (Frederik Vermehren) の家があった。
地元の学校の教師から絵を学んだ後にコペンハーゲンに向かい、1822年からデンマーク王立美術院と肖像画家のハンス・ハンセン (Hans Hansen) の個人学校に通った。1824年にシャーロッテンボーで開かれる展覧会に初めて絵を飾って以来、この催しに常時出展し続けた。1826年にハンセンが没すると、ヴィルヘルム・エッカースベルグの教えを受けるようになった。風俗画 (genre painting) や肖像画に独自の画風を作り上げ、1831年に美術院の展覧会で入選し、1833年には銀賞を得た。また、建築物を題材にした絵画で才能を示し、1835年の公募展で優勝した。
1837年に2年間の外国留学の奨学金を得て、イタリアへ赴いた。風景画や建築物をモチーフとする絵画への興味はナポリやその周辺への旅で高まり、留学期間は4年に及んだ。この旅には、元の恩師ハンセンの息子のコンスタンティン・ハンセン(Constantin Hansen)やヴィルヘルム・マーストラン (Vilhelm Marstrand) が同行した。1842年にデンマークに戻ると、翌年から王立美術院で教鞭をとりつつ肖像画の製作を行った。その後も何度か国外へ旅行し、1860年代に王立美術院の教授となって1887年まで在職した。
息子のホルガ・ローズも画家となるが、27歳で病死した。娘のヘレナ・ナイブロム (Helena Nyblom) はスウェーデン人と結婚して、児童文学者として知られている。

## ローズの作品

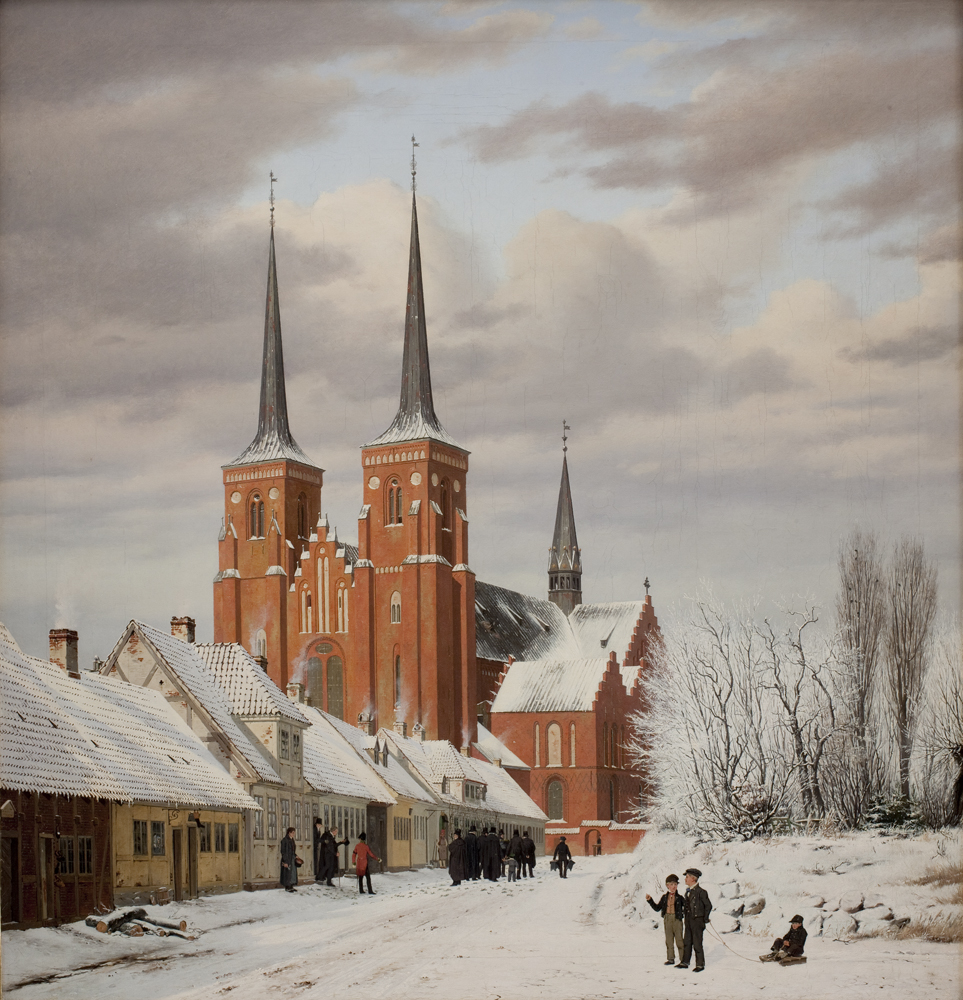
ロスキレの通り(1836)
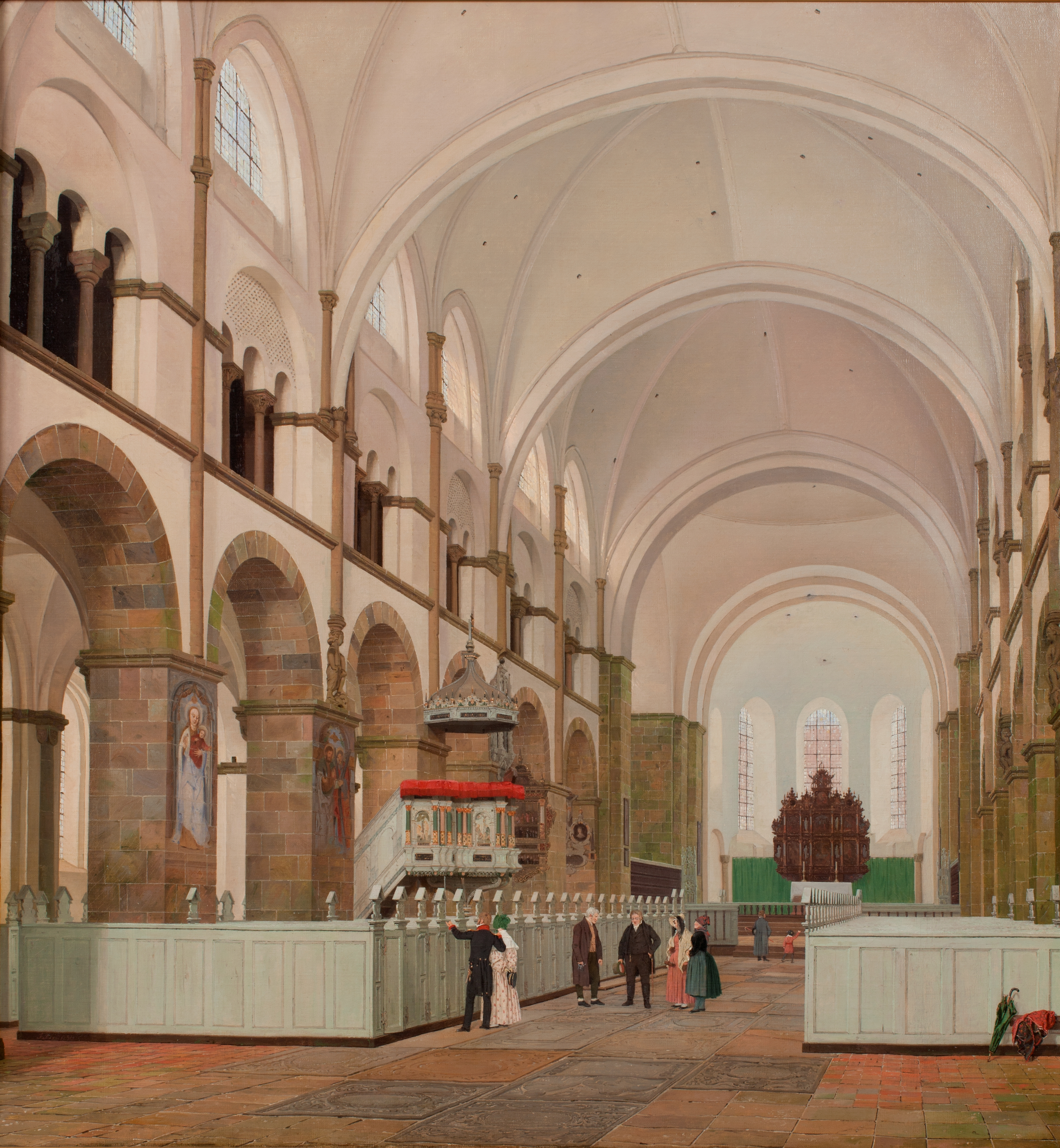
リーベ聖堂の内部
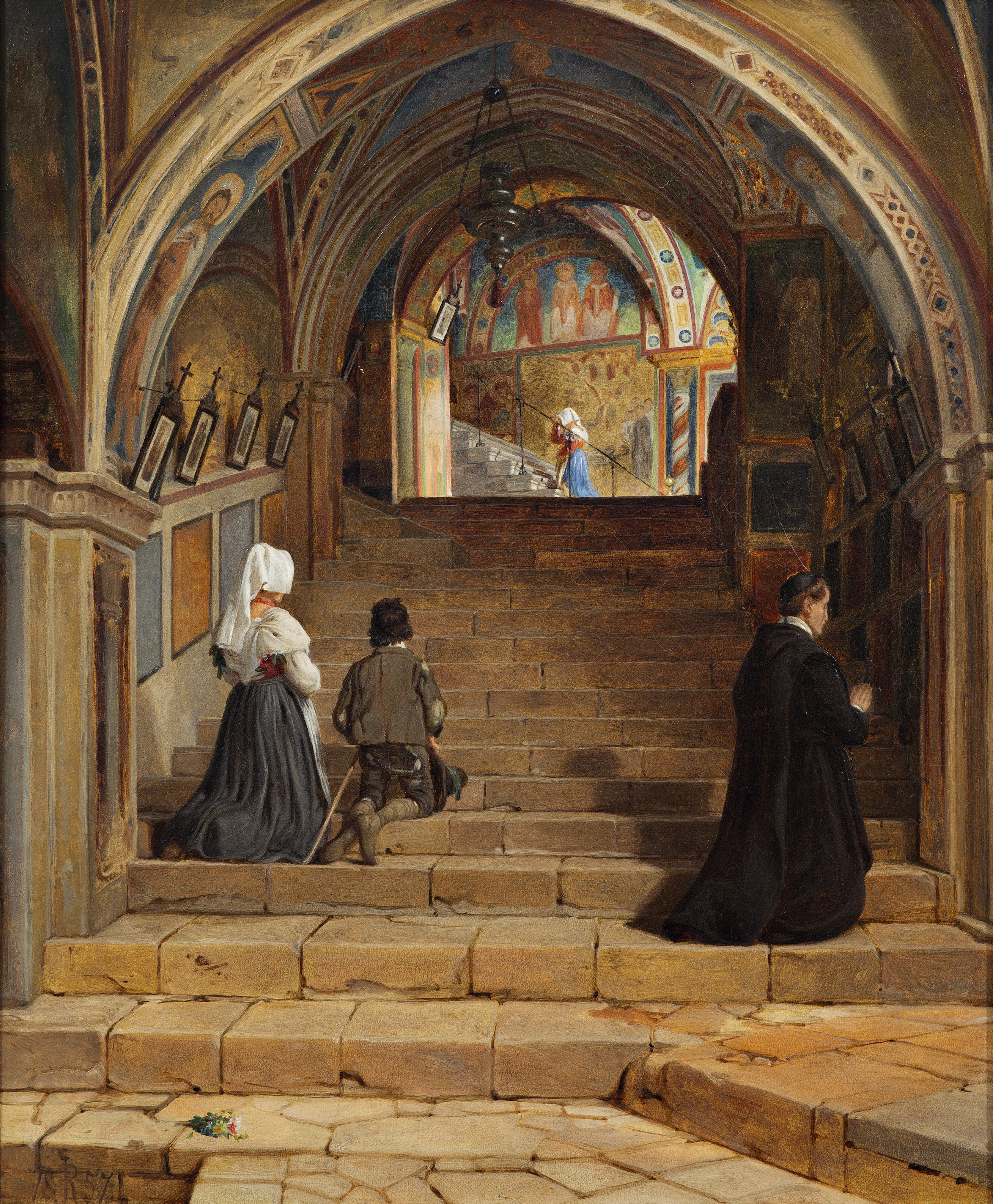
スビアコの修道院(1857)
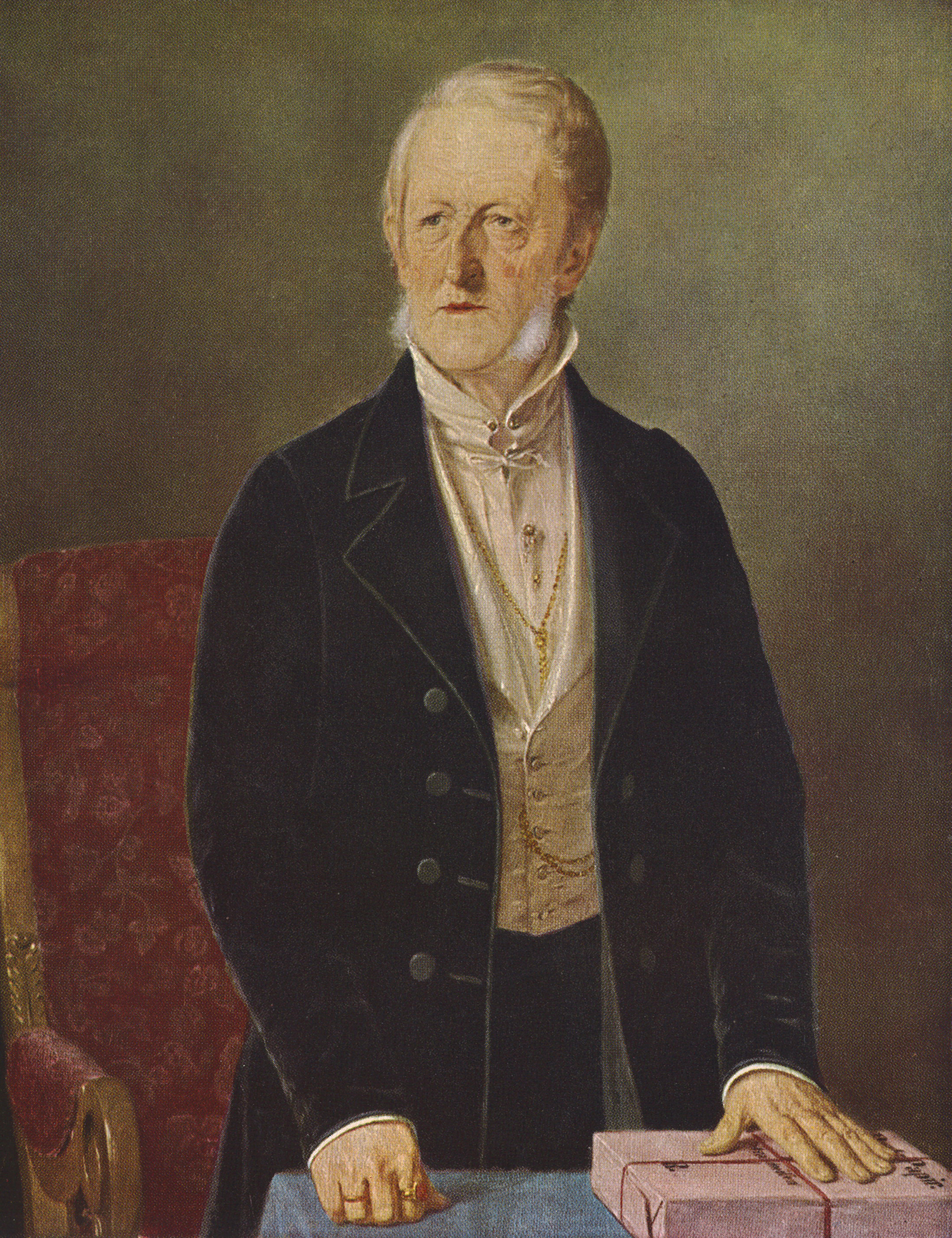
Johan Christian Drewsen-実業家